# Karl Albert von Lespilliez
Karl Albert von Lespilliez (* Mai 1723 in Nymphenburg; † 10. Februar 1796 in München) war ein Zeichner, Architekt und Grafiker sowie Hofbaumeister („Hofmaurermeister“) im Kurfürstentum Bayern. 

## Leben und Bedeutung
Karl Albert Lespilliez war der Sohn von Maria Antonia de Condé und Albertus Renatus Lespilliez, Schlosspfleger in Nymphenburg, Kurfürstlicher Rat, später Kämmerer. Die Familie Lespilliez war mit Maximilian II. Emanuel aus Frankreich nach München gekommen. 
Lespilliez studierte bei François de Cuvilliés. 1754–1755 begleitete er diesen zu Studienzwecken nach Paris, 1756–1757 setzte er seine Studien in Italien fort.
Seit 1753 einer der Hofbaumeister, wurde er 1763 Hofoberbaumeister und 1768 mit dem Tode von Cuvilliés Erster Oberbaumeister. Im Gegensatz zu seinen Vorgängern war jedoch Kurfürst Max III. Joseph schon ab 1745 um die Verkleinerung der Schuldenlast bemüht und daher nicht bereit große neue Bau- oder Kunstprojekte zu fördern. Auch unter dem Nachfolger Karl Theodor entstanden am Übergang zum Klassizismus für den Hof in erster Linie nur nüchterne Zweckbauten. 
Lespilliez gab 1766 den Anlass zur Gründung einer Real-Zeichenschule in München, der »Zeichenschule Lespilliez« für Parliere und Zimmermeister, die bis 1808 bestand.

## Werke (Auswahl)

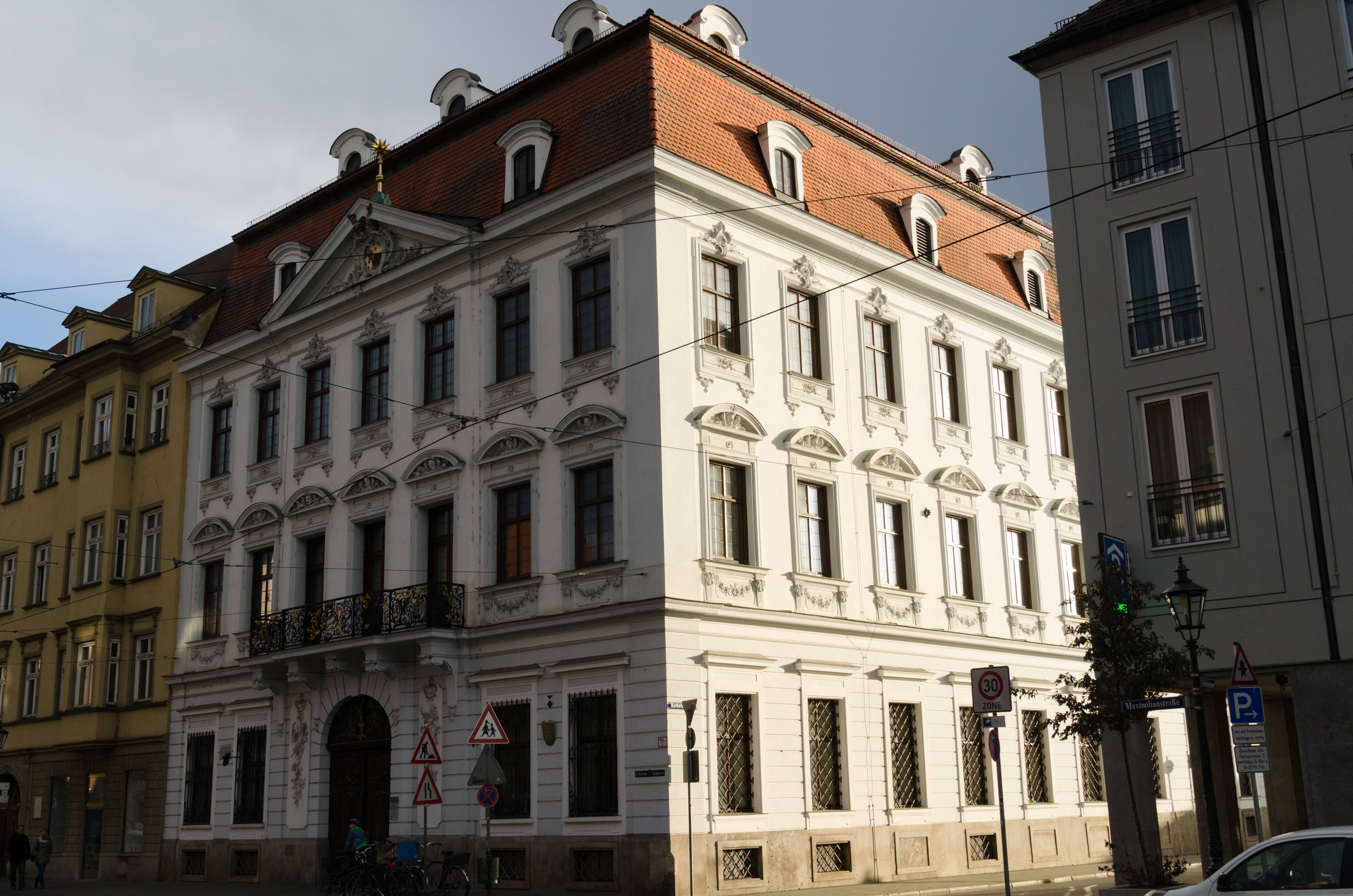
Schaezlerpalais in Augsburg

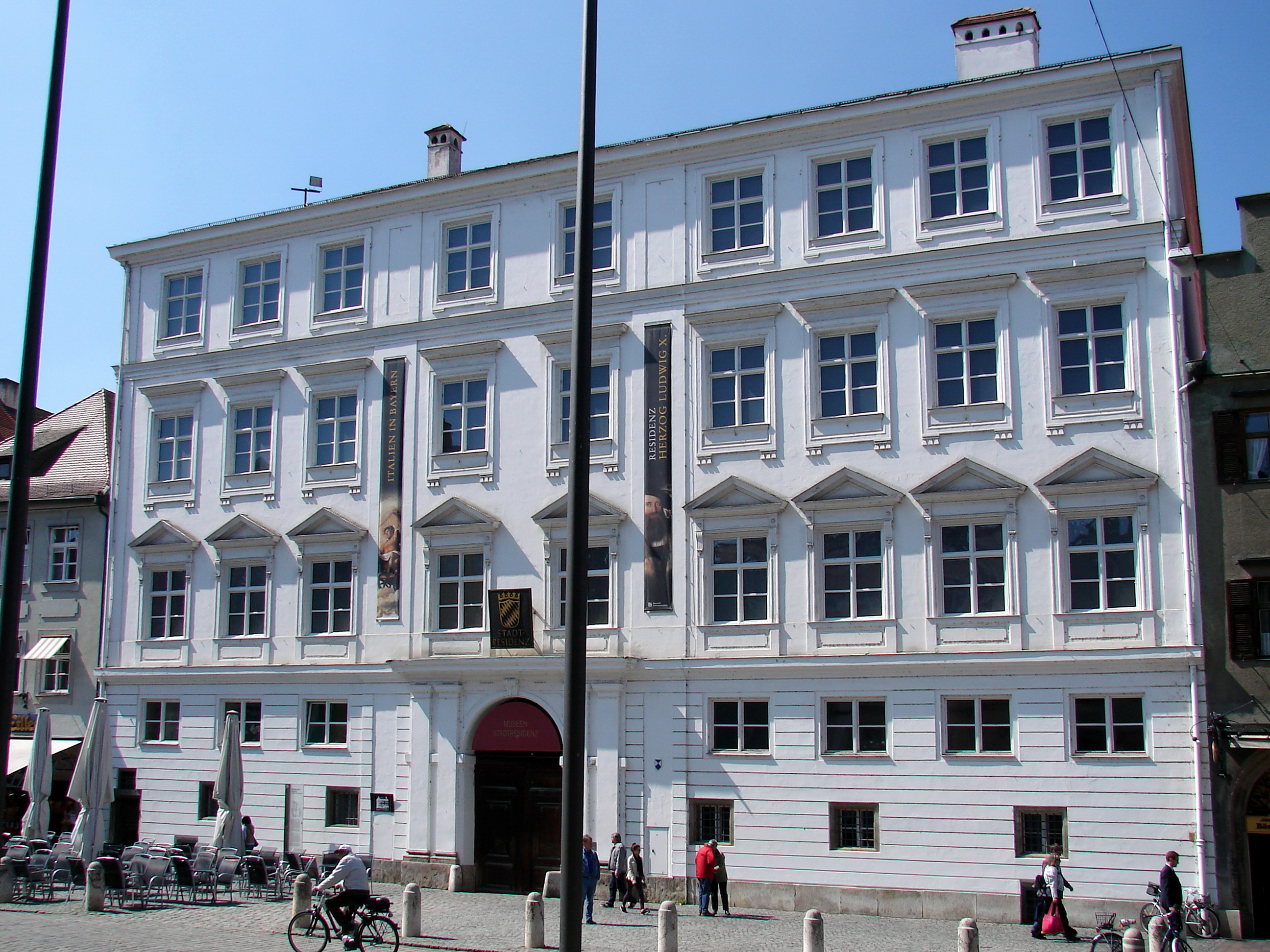
Stadtresidenz Landshut

1762 ließ Maximilian III. Joseph nach Lespilliez' Plänen das Fischhaus im Münchner Hofgarten in ein Seidenfilatorium (Textilfabrik) umbauen. Ab 1774 entstand in München der Bau für das Garnisonslazarett. Später wurde 1780 im Auftrage des Kurfürsten Karl Theodor noch die Churfürstliche Galerie am Hofgarten in München errichtet. 
Auch für andere adelige Auftraggeber als den Hof war Lespilliez aktiv, so entwarf er ab 1760 das Münchner Palais Gise und ab 1765 das Schaezlerpalais in Augsburg. 
Seit 1780 arbeitete Lespilliez dann auch an seinem letzten größeren Werk, der Interieur-Umgestaltung und neuen Fassadierung der Landshuter Stadtresidenz, die damals dem Wittelsbacher Herzog Wilhelm von Gelnhausen als Wohnsitz diente. Dass die Ludwigstraße in München auch als Fortsetzung dieses Baus anzusehen ist, ergibt sich nicht zuletzt aus dem Aufenthalt des Kronprinzen Ludwig 1803 in der Stadtresidenz zu Studienzwecken.